# Marion Meyer
Marion Meyer (* 5. Oktober 1954 in Heidelberg) ist eine deutsche Klassische Archäologin.
Marion Meyer besuchte von 1961 bis 1974 Grundschule und Gymnasium in Würzburg und Nürnberg. Von 1974 bis 1975 unternahm sie Reisen in Südeuropa, Nordafrika und Südamerika. Sie studierte von 1975 bis 1984 Archäologie mit den Nebenfächern Alte Geschichte und Griechisch an den Universitäten Bonn und München. Sie nahm an Grabungen in Köln und Tiryns teil. Im April 1984 wurde sie mit der Arbeit Die griechischen Urkundenreliefs bei Nikolaus Himmelmann an der Universität Bonn promoviert. Sie empfing für 1984/85 ein Reisestipendium des Deutschen Archäologischen Instituts. 
Von 1985 bis 1990 war Meyer als wissenschaftliche Angestellte an der Universität München tätig. Als Hochschulassistentin arbeitete sie in den Jahren 1990 bis 1996 am Archäologischen Institut der Universität Hamburg. Im Jahr 1996 war sie Gastdozentin am damaligen Center for Women’s Studies and Gender Research der University of Florida in Gainesville. In Hamburg erfolgte im Januar 1997 ihre Habilitation mit der Arbeit Funktion und Bedeutung von Figuren mit Mauerkrone in hellenistischer Zeit. Die sogenannten Stadttychen, die 2006  unter dem Titel Die Personifikation der Stadt Antiocheia. Ein neues Bild für eine neue Gottheit veröffentlicht wurde. Von 1997 bis 2003 lehrte sie als Professorin für Klassische Archäologie an der Universität Bonn. Vom März 2003 bis zu ihrem Ruhestand im September 2020 lehrte sie als Professorin für Klassische Archäologie an der Universität Wien.
Zu ihren Forschungsschwerpunkten zählen die Kulturgeschichte Athens und die Akkulturationsphänomene im östlichen Mittelmeerraum. Sie ist ordentliches Mitglied des Deutschen Archäologischen Instituts.

## Schriften
Monografien
- Athena, Göttin von Athen. Kult und Mythos auf der Akropolis bis in klassische Zeit (= Wiener Forschungen zur Archäologie. Bd. 16). Phoibos Verlag, Wien 2017, ISBN 978-3-85161-176-2.
- mit Nora Brüggemann: Kore und Kouros. Weihegaben für die Götter (= Wiener Forschungen zur Archäologie. Bd. 10). Phoibos Verlag, Wien 2007, ISBN 3-901232-80-X.
- Die Personifikation der Stadt Antiocheia. Ein neues Bild für eine neue Gottheit (= Jahrbuch des Deutschen Archäologischen Instituts. Bd. 33). De Gruyter, Berlin u. a. 2006, ISBN 978-3-11-019110-3 (Hamburg, Universität, Fachbereich Kulturgeschichte und Kulturkunde, Habilitationsschrift, 1996, unter dem Titel.: Funktion und Bedeutung von Figuren mit Mauerkrone in hellenistischer Zeit. Die sogenannten Stadttychen).
- Die griechischen Urkundenreliefs (= Mitteilungen des Deutschen Archäologischen Instituts, Athenische Abteilung. Beiheft Bd. 13). Mann, Berlin 1989, ISBN 3-7861-1319-X (zugleich: Bonn, Universität, Dissertation, 1983).

Herausgeberschaften
- mit Ruprecht Ziegler: Kulturbegegnung in einem Brückenland. Gottheiten und Kulte als Indikatoren von Akkulturationsprozessen im Ebenen Kilikien (= Asia-Minor-Studien. Bd. 53). Habelt, Bonn 2004, ISBN 3-7749-3296-4.